# Texas Instruments SN76477

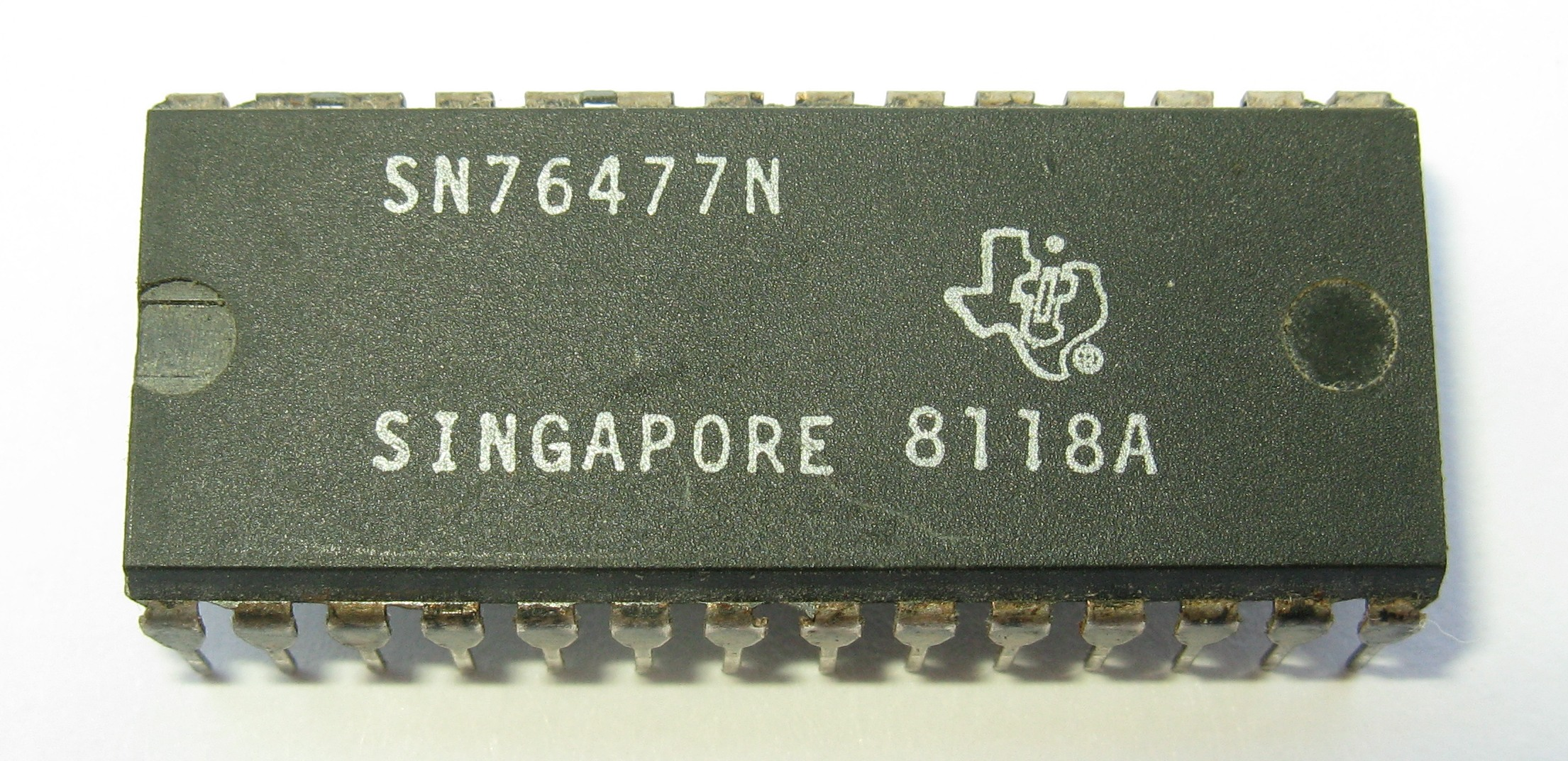
Texas Instruments SN76477

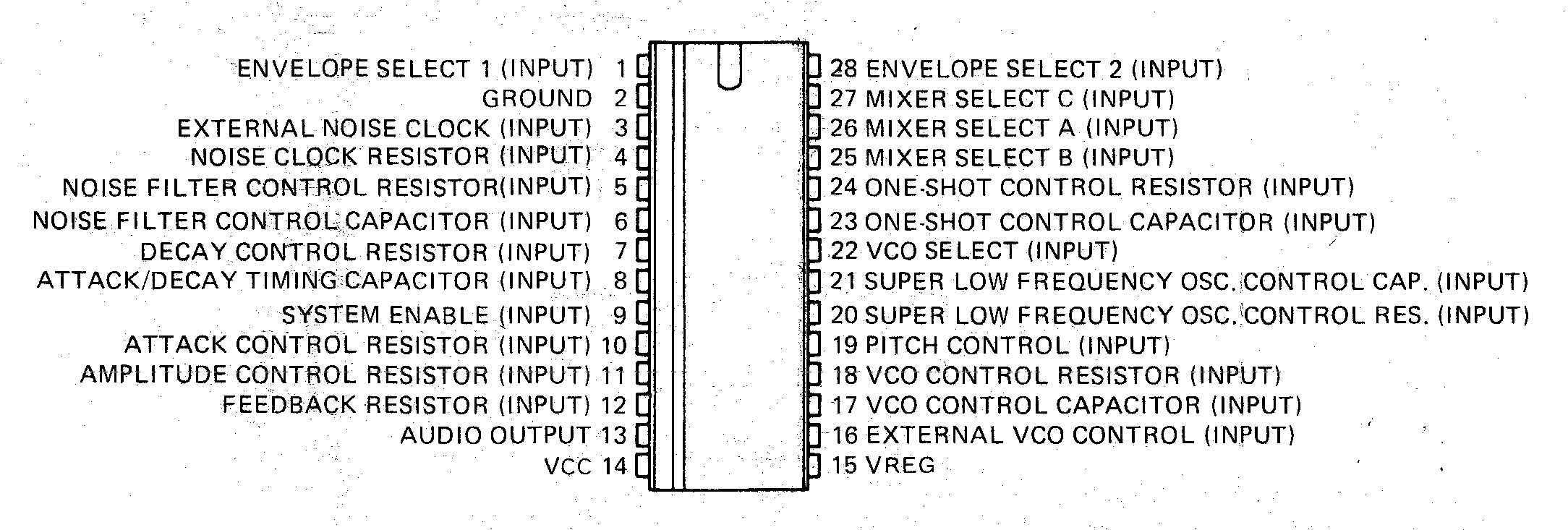
Anschlussbelegung des SN76477

Der SN76477 ist ein im Jahr 1978 von Texas Instruments vorgestellter analoger Soundchip mit einem breiten Anwendungsspektrum. Geliefert wird er in einem 28-poligen DIL-Gehäuse.

## Verwendung
Mit dem SN76477 lassen sich zahlreiche Töne und Geräusche erzeugen: Musik (Miniorgel, Synthesizer), Vogelgezwitscher, Hundegebell, Pfeiftöne, Sirenentöne, Glocken- und Klingeltöne, Dampflok-, Diesellok-, Auto-, Flugzeug-Geräusche, Gewehrschüsse, Explosionsgeräusche usw.
Zur Klangerzeugung dienen ein Rauschgenerator mit nachgeschaltetem Filter, ein niederfrequenter, d. h. langsamer, Oszillator (engl. als LFO abgekürzt) und ein spannungsgesteuerter Oszillator (VCO), der vom LFO gesteuert werden kann. Daneben gibt es eine Anstieg-/Abfall-Steuerung, einen Mischer und diverse Möglichkeiten, die Komponenten miteinander zu verschalten. Die Einstellung der Frequenzen und Zeiten geschieht analog mit Kondensatoren und Widerständen. Zur Ansteuerung wird also kein Mikrocontroller benötigt, gleichzeitig macht die verwendete Technik die Steuerung mit einem Mikrocontroller auch schwierig.
Ein großer Anwendungsbereich liegt im Einsatz in Spielautomaten, jedoch waren auch Heimcomputer, wie der ABC 80 mit diesem Soundchip ausgestattet.